# Psylliodes wrasei
Psylliodes wrasei là một loài bọ cánh cứng trong họ Chrysomelidae. Loài này được Leonardi & Arnold miêu tả khoa học năm 1995.